# Biophytum peruvianum
Biophytum peruvianum är en harsyreväxtart som beskrevs av Paul Erich Otto Wilhelm Knuth. Biophytum peruvianum ingår i släktet Biophytum och familjen harsyreväxter. Inga underarter finns listade i Catalogue of Life.